# Kwietniki

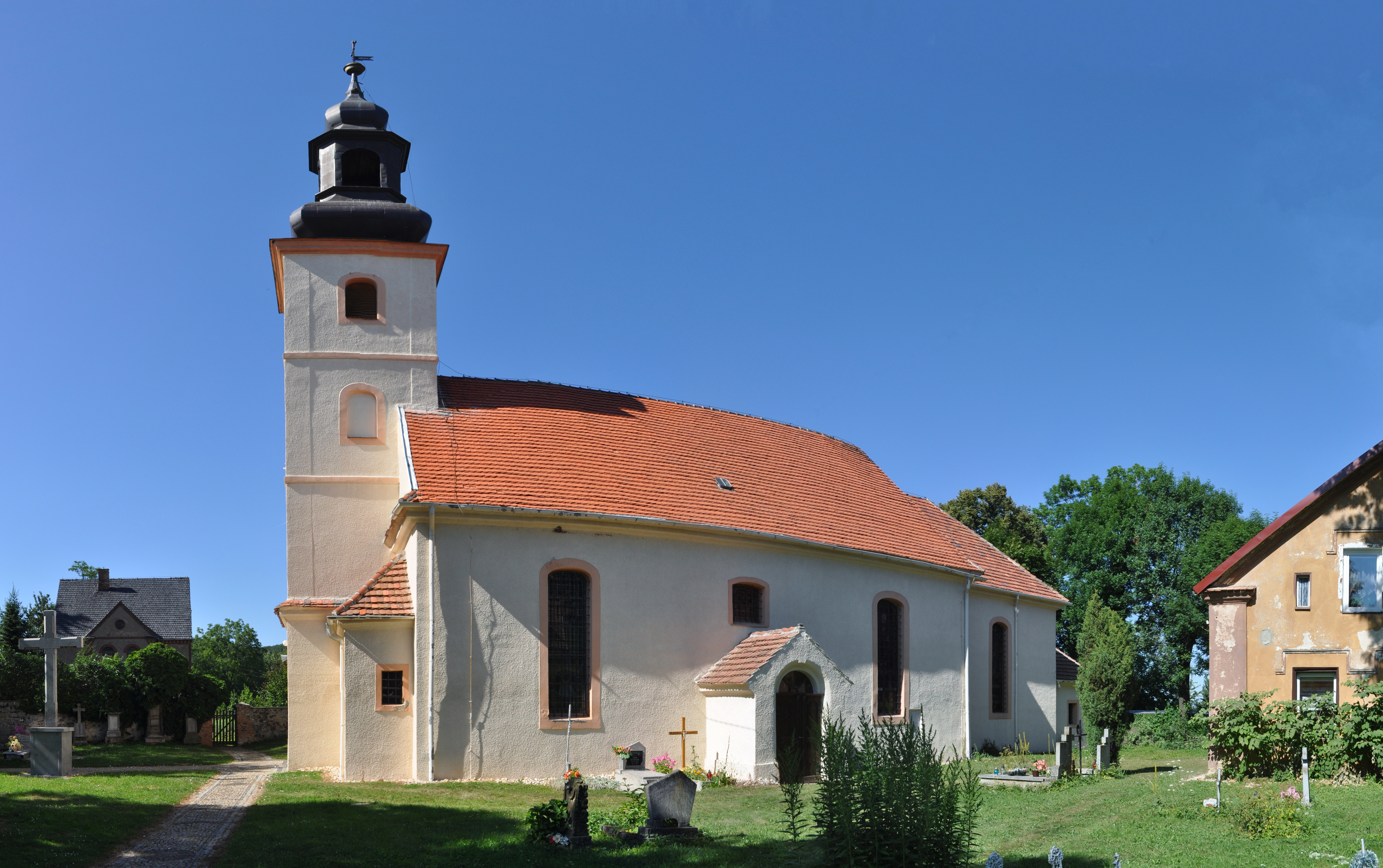
Pfarrkirche St. Joseph

Kwietniki (deutsch Blumenau) ist ein Dorf in der Landgemeinde Paszowice (Poischwitz) im Powiat Jaworski der Woiwodschaft Niederschlesien in Polen.

## Lage
Kwietniki liegt ca. zehn Kilometer südlich von Jawor (Jauer) und 65 Kilometer westlich von Breslau. Nachbarorte sind Pogwizdów (Langhelwigsdorf) im Westen, Grobla (Gräbel) im Nordwesten, Sokola (Falkenberg) im Nordosten, Celów im Osten und Świny (Schweinhaus) im Südwesten.  

## Geschichte
Die Kirche von Blumenau wurde erstmals in einer Urkunde von 1373 als „ecclesia in villa Blumenow districtus Haynensis“ erwähnt. Besitzer waren 1642 Jakob von Tamm, 1654 Ernst Friedrich von Zedlitz, unter dem die Blumenauer Kirche rekatholisiert wurde, sowie des vorherigen Sohn Jakob Ernst von Tamm († 1669), zeitweise den Jesuitenorden in Schweidnitz und 1785 der königlichen Schuladiministration. 
Nach dem Ersten Schlesischen Krieg fiel Blumenau 1741/42 mit dem größten Teil Schlesiens an Preußen. Nachfolgend wurde es dem Kreis Jauer eingegliedert, mit dem es bis 1945 verbunden blieb. 1784 wurden in der Blumenauer Kirche ein Paar getraut, 20 getauft und zehn begraben. 1785 zählte es eine katholische Kirche, ein Pfarrhaus, ein Schulhaus, ein herrschaftliches Wohngebäude, zwei Vorwerke, vier Bauern, 41 Gärtner, 13 Häusler, eine Wassermühle, eine Bleiche und 371 Einwohner.
1845 gehörte Blumenau der Witwe des Hofmarschalls Wilhelm von Kaiserling, eine geb. Gräfin zu Dohna. Das Dorf bestand damals aus 67 Häusern, 440 Einwohnern (68 evangelisch und der Rest katholisch), evangelische Kirche zu Wederau, eine 1792 an Stelle einer alten, neu erbaute katholische Pfarrkirche, ein Widum mit Wald, ein fundierter Kaplan, eingepfarrt ausschließlich Blumenau, verbunden mit den drei Majoratskirchen Gräbel, Langhelwigsdorf und Wederau neben einer früheren Tochterkirche in Falkenberg; eine katholische Schule mit einem Lehrer, eingeschult: Gräbel, Langhelwigsdorf, Siebenhuben und Wederau; eine Industrieschule mit einem Lehrer, ein herrschaftliches Schloss, zwei Vorwerke des Dominiums, eine Brauerei und Brennerei, 14 Handwerker und sieben Händler. Zu Blumenau gehörte die Kolonie Grenzhäuser mit fünf Häusern, 21 Einwohnern (zwei evangelisch und der Rest katholisch), evangelische Kirche zu Langhelwigsdorf.
Blumenau gehörte zum Landkreis Jauer und ein Teil des Amtsbezirkes Langhelwigsdorf.
Als Folge des Zweiten Weltkriegs fiel Blumenau mit dem größten Teil Schlesiens 1945 an Polen. Nachfolgend wurde es in Kwietniki umbenannt. Die deutsche Bevölkerung wurde – soweit sie nicht schon vorher geflohen war – vertrieben. Die neu angesiedelten Bewohner stammten teilweise aus Ostpolen, das an die Sowjetunion gefallen war.
Von 1975 bis 1998 gehörte Kwietniki zur Woiwodschaft Legnica.

## Sehenswürdigkeiten
- Römisch-katholische Pfarrkirche St. Joseph mit Friedhof[5]